# Es fiel ein Reif in der Frühlingsnacht (Film)
Es fiel ein Reif in der Frühlingsnacht ist ein deutsches Stummfilmmelodram aus dem Jahre 1915 mit Fern Andra in der Hauptrolle.

## Handlung
Die Gattin des Bankdirektors Balten führt an der Seite ihres Mannes eine glückliche und harmonische Ehe. Gemeinsam haben sie einen Jungen. Hans Berndt jedoch, ein Freund ihres Mannes, macht Frau Balten den Hof. Als sie sich mit ihrem Sohn zu Besuch in einem Seebad aufhält, belästigt Berndt sie mit Liebesschwüren. Herr Balten wird Zeuge bei einer dieser Aufdringlichkeiten. Er fordert Satisfaktion und zwischen Balten und Berndt kommt es zu einem Duell. Es fällt ein Schuss und Balten wird getroffen. Wenig später erliegt er seiner schweren Verletzung.
Berndt, der noch nicht vom Tod seines Duellgegners erfahren hat, besucht Frau Balten in ihrem Haus und bittet sie um Verzeihung für sein unmögliches Verhalten der letzten Zeit. Sie führt ihn zur Leiche ihres geliebten Mannes und wift Berndt vor, ihr Glück zerstört zu haben. Berndt verlässt das Haus, schreibt noch einige Abschiedszeilen und erschießt sich im Garten mit einem Revolver. Durch eine unglückliche Verkettung von Umständen gerät Frau Balten in den Verdacht, Berndt ermordet zu haben. Es kommt zum Prozess, doch am Tag der Urteilsverkündung findet sich im Garten der seit dem Abtransport der Berndt’schen Leiche verschwundene, alles erklärende Abschiedsbrief. Frau Balten wird freigesprochen und findet im Anwalt ihres Mannes, der sie so klug verteidigt hatte, eine neue Liebe und neues Glück.

## Produktionsnotizen
Es fiel ein Reif in der Frühlingsnacht besaß vier Akte, war 1585 Meter lang und passierte die Zensur am 23. Oktober 1915. Der mit Jugendverbot belegte Streifen erlebte seine Uraufführung am 21. Oktober 1915 im Rahmen einer Pressevorführung. Der Massenstart war am 29. Oktober 1915 im Berliner Mozartsaal. Bei der Neuzensur im April 1921 wurde der Film auf 1484 Meter heruntergekürzt.

## Kritik
„Der zweite diesjährige Film der Fern Andraserie „Es fiel ein Reif in der Frühlingsnacht“ schließt sich gleichwertig dem ersten Fern Andrabilde an. Fern Andra, die mit diesem Bilde nicht nur als Hauptdarstellerin, sondern auch als Verfasserin in die Oeffentlichkeit tritt, ist entzückend wie immer und zeigt sich neuerlich als eine beachtenswerte Größe der Filmbühne. Das neue Fern Andrabild ist aber auch technisch und szenisch als erstrangig zu bezeichnen und übt durch eine Reihe sehr schöner photographischer Effekte noch erhöhte Wirkung aus.“

Heinrich Fraenkel spottete in seinem Erinnerungsbuch „Unsterblicher Film“: „MAMMUTKITSCH. Am lieblichen Gestade des quellklaren Weihers sitzt auf weichbemoostem Fels, umglänzt vom Morgensonnenschein, Fern Andra und spielt Harfe. Was spielt sie wohl? Sie spielt ‚Es fiel ein Reif in der Frühlingsnacht‘, denn schließlich mußte der Film ja einen Titel haben“.
Kay Weniger schreibt zum thematischen Umfeld in Fern Andras Arbeiten: „Andras filmische Rührstücke, die mit Vorliebe in der Welt des Adels oder im Zirkusmilieu angesiedelt waren, fanden während des 1. Weltkriegs ein dankbares Publikum und trugen so ergreifende Titel wie "Ernst ist das Leben", "Es fiel ein Reif in der Frühlingsnacht" und "Der Seele Saiten schwingen nicht".“